# Amara eurynota
Amara (Amara) eurynota – gatunek chrząszcza z rodziny biegaczowatych, podrodziny Pterostichinae i pleminia Zabrini.

## Taksonomia
Gatunek został opisany w 1796 roku przez Georga Wolfganga Franza Panzera jako Carabus eurynota.

## Opis
Ciało długości od 9,5 do 12,6 mm, szerokie i płaskie, czarne z grzbietową powierzchnią miedzianą, mosiężną lub zielonkawą. Pokrywy z punktem u nasady skróconego rzędu przytarczkowego. Rzędy pokryw dobrze zaznaczone na całej długości, a międzyrzędy od całkiem płaskich do lekko wypukłych. Kolec końcowy goleni przednich odnóży pojedynczy. Uda mniej lub bardziej przyciemnione. Czułki przyciemnione, jednak 3 pierwsze człony i nasada 4 jasnorude do kasztanowo-brązowych. Grzbietowa powierzchnia ciała prawie zawsze metaliczna. Przedplecze bez albo z bardzo słabą punktacją u nasady. Wklęśnięcie przypodstawowe wewnętrzne przedplecza małe lecz głębokie, zaś zewnętrzne nieobecne.

## Biologia i ekologia
Chrząszcz ten preferuje suche, nasłonecznione stanowiska o glebach piaszczysto-gliniastych. Często notowany z pól uprawnych.

## Występowanie
Gatunek panpalearktyczny. W Europie wykazany z Albanii, Austrii, Belgii, Bośni i Hercegowiny, Bułgarii, Białorusi, Czech, Chorwacji, Cypru, Danii, Dodekanezu, Estonii, europejskiej Turcji, Finlandii, Francji, Grecji, Hiszpanii, Holandii, Irlandii, byłej Jugosławii, Korsyki, Luksemburgu, Liechtensteinu, Litwy, Łotwy, Macedonii Północnej, Malty, Mołdawii, Niemiec, Norwegii, obwodu królewieckiego, Polski, Portugalii, europejskiej Rosji, Rumunii, Sardynii, Słowacji, Słowenii, Szwecji, Szwajcarii, Sycylii, Ukrainy, Węgier, Wielkiej Brytanii i Włoch. Poza Europą znany z Turcji, Armenii, Gruzji, Syrii, Agierii, Tunezji, Kazachstanu, Kirgistanu, Tadżykistanu, Mongolii, chińskiego Sinciangu i zachodniej Syberii. Występuje też w nearktyce.